# Csejkey Ernő
Csejkey Ernő (1945-ig Meixner, Szombathely, 1887. szeptember 11. – Budapest, 1969. január 9.) magyar ügyvéd, politikus, 1946 és 1949 között a Magyar Nemzeti Bank elnöke.

## Élete
Szombathelyen római katolikus szegény kispolgári családban született, apja, Meixner Lőrinc, bérszolga, anyja Horváth Anna szobalány volt. 1905-ben érettségizett a győri bencés gimnáziumban, majd a budapesti Királyi Magyar Tudományegyetemen 1910-ben államtudományból, 1911-ben pedig jogtudományból szerzett diplomát. Jogi tanulmányai alatt a fővárosi kereskedelmi akadémia képzésén vett részt, és Budapesten és Győrben jogi ügyletekkel foglalkozó intézményeknél dolgozott.1913-ban avatták a jogtudományok doktorává, majd 1914-ben ügyvédi vizsgát tett és Győrben nyitott ügyvédi irodát.
Versenyszerűen evezett és vívott, a Vívó Club egyik alapító tagja és kapitánya volt. 1944-ig a Győri Torna és Evezős Egylet vezetőségi tagja és alelnöke, emellett a Dunántúli Atlétikai Club társelnöke és a Futballbírák Testületének vezetője volt.
1930 és 1946 között a a Győri Kereskedelmi és Iparkamara főtitkára volt, 1939-ben a győri közigazgatási bizottság, 1943-ban a törvényhatósági bizottság tagja lett. 1945-től a Független Kisgazdapárt tagja volt. 1945 tavaszán a párt győri szervezetének elnöke lett, majd az év augusztusától az országos intézőbizottság tagja volt. 1945 áprilisában a Győri Nemzeti Bizottság elnöke, júniusban ismét a törvényhatósági bizottság tagja lett. 1945-ben Meixnerről Csejkeyre változtatta a nevét.
1945 júniusától az Ideiglenes Nemzetgyűlés tagja, 1945 és 1947 között nemzetgyűlési képviselő volt. 1946 júniusában a Kereskedelem- és Szövetkezetügyi Minisztérium politikai államtitkárává, 1946. augusztus 7-én a Magyar Nemzeti Bank elnökévé nevezték ki. Tagja volt a Magyar–Szovjet Kereskedelmi Kamara elnöki tanácsának is. 1949. augusztus 30-án nyugdíjazták, ezt követően főkönyvelőként helyezkedett el a cukoriparban.

## Házassága és leszármazottjai
Győrben 1920. február 26-án feleségül vette a győri jómódú polgári származású Schandl családból való Sándori Margit (*1898.–†Budapest, 1947. július 31.) kisasszonyt, akinek a szülei Sándori Ferenc (1870–1937), győri vaskereskedő, Győr város törvényhatósági bizottsági tagja, a Győri Lloyd ált. kereskedő testület alelnöke, a győri Első Takarékpénztár igazgatósági tagja, az Országos Magyar Kereskedelmi Egyesülés elnöki tanácsának a tagja, és a nemesi származású rétalapi Mihályi Mária (1878–1940) voltak. Az apai nagyszülei Sándori Nándor (született: Schandl) (1835–1895), győri vaskereskedő, és Miedler Magdolna (1848–?) voltak. Az anyai nagyszülei rétalapi Mihályi Ignác (1838–1911), nagybirtokos, Komárom vármegye törvényhatósági bizottsági tagja, és Lozert Lujza (1851–1922) voltak. Sándori Nándornak a leánytestvére Schandl Franciska (1841–1907), akinek a férje nemes Argay István (1826–1916), orvos, az 1848-as szabadságharc honvéd, háromféle tudori oklevél tulajdonosa, Győr város törvényhatósági bizottsági tagja, a pápai Szent Szilveszter- és az Aranysarkantyús-rend lovagja, földbirtokos. Sándori Nándor és Argay Istvánné Schandl Franciska apai nagybátyja Schandl János (1799−1881), Győr szabad királyi város képviselője az 1848-as szabadságharc alatt, Győr város tanácsosa, gyümölcs- és gabonakereskedő, dunaszentpáli földbirtokos. Dr. Csejkey Ernő és Sándori Margit frigyéből született:
- Csejkey Alice. Férje: Döbrösy Antal.
- Csejkey Lőrinc.